# قلادة ألبرت أينشتاين

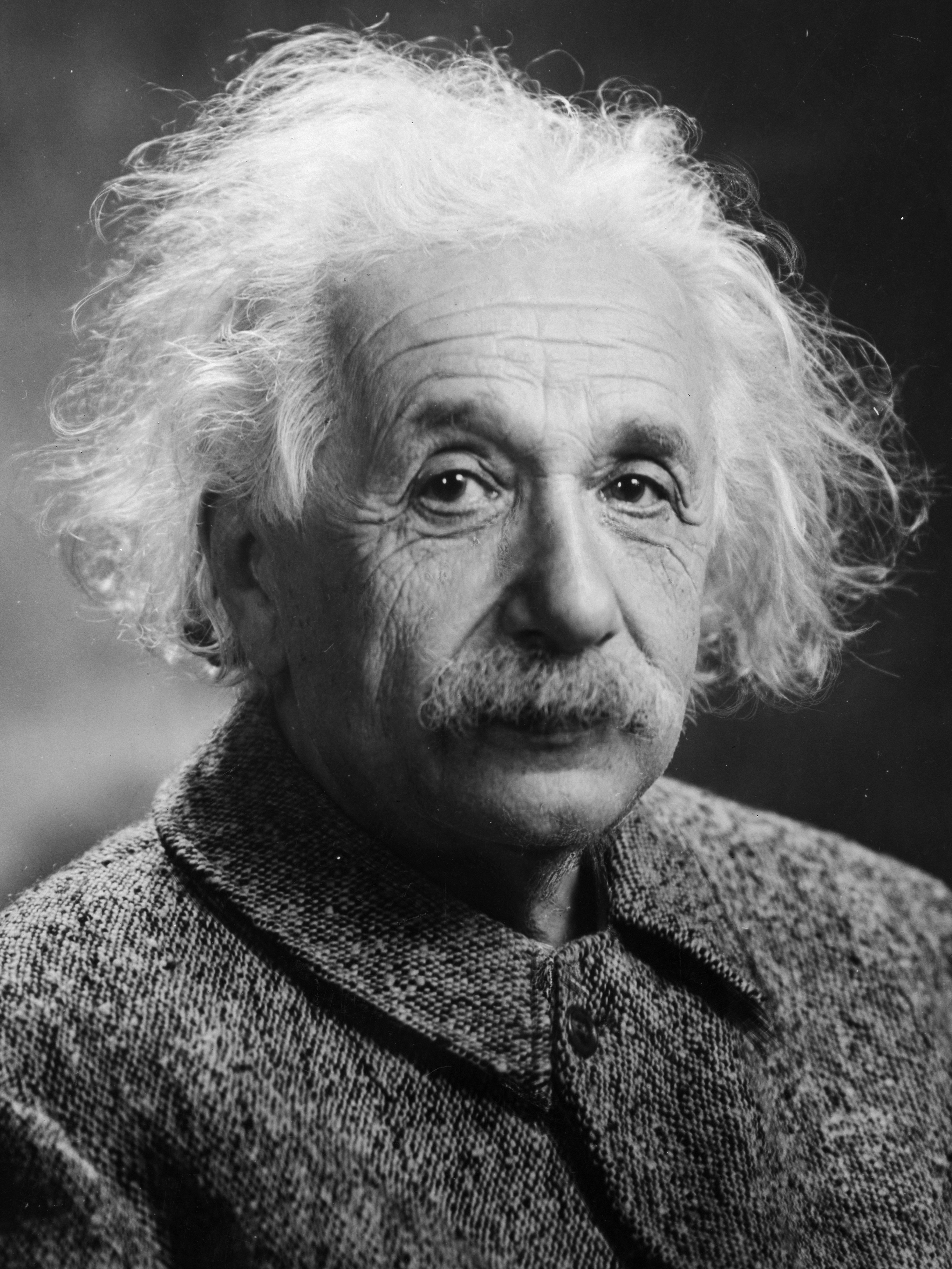

قلادة ألبرت أينتشتاين (بالألمانية: Albert-Einstein-Medaille، وبالإنجليزية: Albert Einstein Medal) هي جائزة علمية تمنحها سنويًا جمعية ألبرت أينشتاين في برن لأولئك الذين أنجزوا «اكتشافات أو أبحاث أو منشورات علمية ذات صلة بألبرت أينشتاين». مُنحت القلادة للمرة الأولى سنة 1979.

## الحاصلون على الجائزة
- 2014: توم كيبل
- 2013: روي كير[2]
- 2012: ألان أسبيه
- 2011: آدم ريس، سول بيرلموتر
- 2010: هيرمان نيكولاي
- 2009: كيب ثورن
- 2008: بينو إيكمان
- 2007: راينهارد جنزيل
- 2006: غابرييل فينيزيانو
- 2005: موري غيلمان
- 2004: ميشيل مايور
- 2003: جورج سموت
- 2001: يوهانس غايس، هوبرت ريفز
- 2000: غوستاف تامان
- 1999: فريدريش هيرتسبروخ
- 1998: كلود نيكولييه
- 1996: تيبو دامور
- 1995: تشين نينغ يانج
- 1994: إروين شابيرو
- 1993: ماكس فلوكيغر، أدولف مايكيليي
- 1992: بيتر بيرغمان
- 1991: جوزيف هوتون تيلور
- 1990: روجر بنروز
- 1989: ماركوس فييرز
- 1988: جون أرتشيبالد ويلر
- 1987: جان هيرش
- 1986: ردولف موسباور
- 1985: إدوارد ويتن
- 1984: فيكتور فايسكوف
- 1983: هيرمان بوندي
- 1982: فريدريش تروغوت فاهلن
- 1979: ستيفن هوكينغ